# BH Shopping
O BH Shopping é um shopping center de Belo Horizonte, situado no bairro Belvedere, entre a BR-356 (continuação da  Avenida Nossa Senhora do Carmo) e o Anel Rodoviário, na região sul do município.
Foi o primeiro shopping center a ser inaugurado em Minas Gerais, sendo o maior do estado em área construída e o terceiro em área locável.[carece de fontes?]

## História
O BH Shopping foi o primeiro shopping center desenvolvido pela companhia Multiplan e o primeiro do Estado de Minas Gerais. Construído na década de 1970 e inaugurado em 1979 no bairro de Belvedere, então distante do centro urbano, o empreendimento contribuiu para o desenvolvimento e valorização da região ao longo das décadas seguintes.
Inaugurado em 1979, depois de cinco expansões, continua líder de mercado.

Fachada do BH Shopping

O trevo rodoviário localizado próximo ao shopping inspirou a logomarca da Multiplan, que permanece a mesma até hoje. Símbolo de sorte, o trevo é também o ícone da empresa.

## Estacionamento

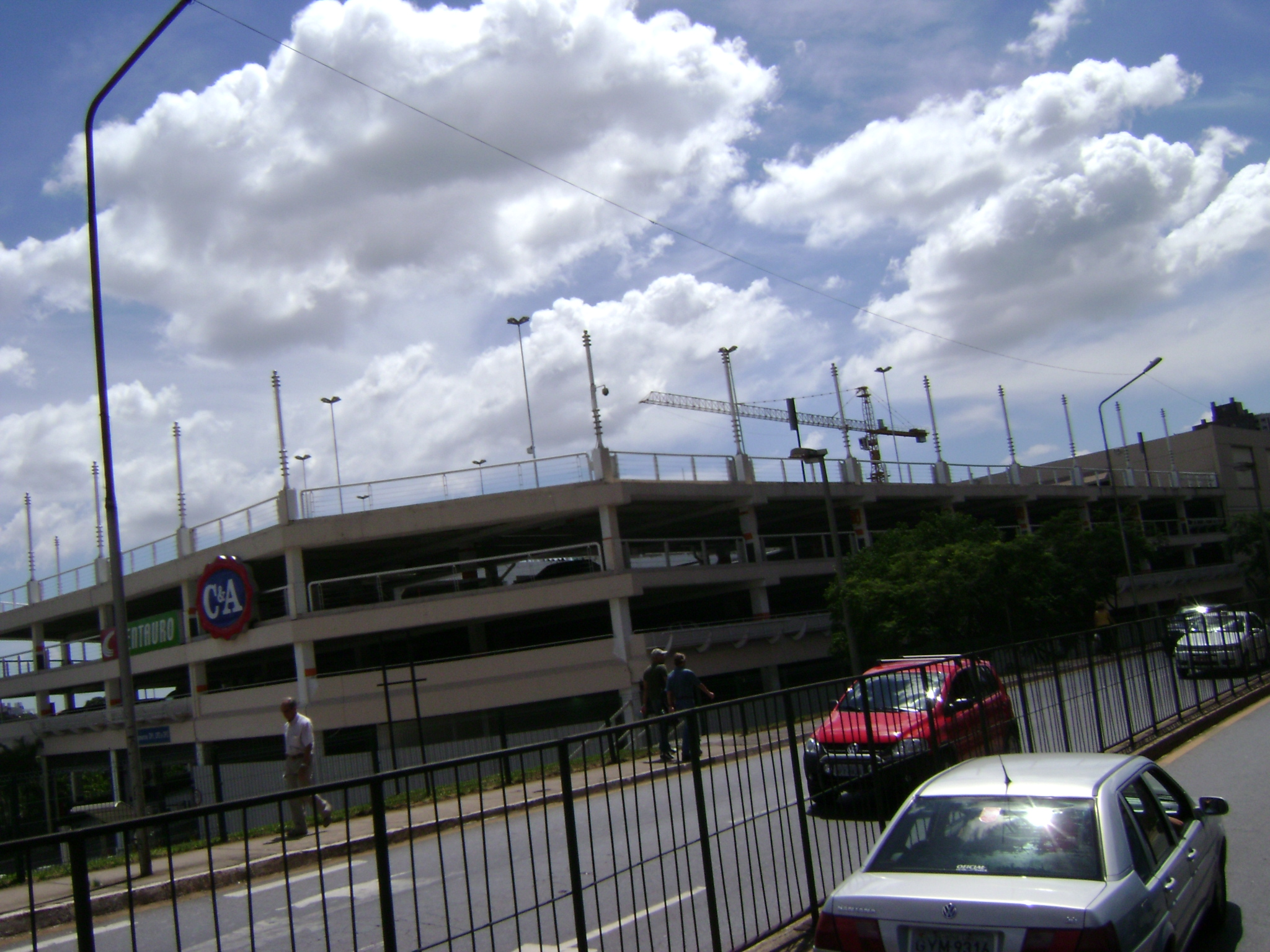
Estacionamento do shopping, em reformas.

O BH Shopping tem estacionamentos amplos, com acessos para todos os pisos. São mais de 3.725 vagas, sendo 2.807 cobertas e algumas de uso exclusivo para portadores de deficiência física, gestantes e idosos, tudo para proporcionar ainda mais segurança e conforto na hora de realizar suas compras.